# Link (film)
Link è un film del 1986 diretto da Richard Franklin.
La pellicola ha per protagonisti Elisabeth Shue e Terence Stamp.

## Trama
Jane, una studentessa universitaria con un passato da babysitter, lavora come assistente del dottor Phillip, ricercatore animale, in una casa vecchia e sperduta.
I due però non sono soli. Hanno, infatti, altri tre ospiti: tre primati, ossia due scimpanzé di nome Imp e Voodoo (uno dei due ha appena nove anni) ed un orango quarantacinquenne con un passato da attrazione in un circo, Link. Quest'ultimo è dotato di un'intelligenza portentosa, tanto da aiutare ad accudire gli altri due, ma la sua presenza porta dello scompiglio nella casa: infatti il dottor Phillip vorrebbe sopprimerlo, mentre Jane è contraria al gesto.
Un giorno, però, Voodoo viene trovata morta da Jane, proprio quando il dottor Phillip scompare senza lasciare traccia prima ancora che possa sopprimere Link, che comincia ad assumere un atteggiamento sempre più aggressivo nei confronti di Jane arrivando perfino a proibirle di usare il telefono della casa, unico nodo di comunicazione col mondo esterno, e tenerla prigioniera lì dentro impedendole anche di raggiungere il paese più vicino.
Quando la studentessa si arrabbia e lo punisce lasciandolo fuori casa, Link comincia a diventare violento e si scatena una guerra personale tra il primate e il genere umano.

## Curiosità
- Nonostante Link venga presentato negli script come uno scimpanzé, nel film ha chiaramente le fattezze di un orango, nonostante suo pelo sembri appartenere al primo in quanto è tendente al nero e non rossiccio. La scelta di un orango ad interpretarlo può essere dovuta al fatto che il pubblico era abituato ad associare un'immagine positiva agli scimpanzé.
- Inizialmente il film doveva essere girato interamente in Australia, ma poiché non si sono ottenuti dei fondi per le riprese in Oceania, si è optato per il Regno Unito, dove il film è stato successivamente prodotto.